# Arquitetura clássica
A arquitetura clássica geralmente denota arquitetura que é mais ou menos conscientemente derivada dos princípios da arquitetura grega e romana da Antiguidade Clássica, ou às vezes ainda mais especificamente, das obras do arquiteto romano Vitrúvio. Diferentes estilos de arquitetura clássica existiram desde o Renascimento carolíngio, e com destaque desde o Renascimento italiano. Embora os estilos clássicos de arquitetura possam variar muito, em geral pode-se dizer que todos se baseiam em um "vocabulário" comum de elementos decorativos e construtivos. Em grande parte do mundo ocidental, diferentes estilos arquitetônicos clássicos dominaram a história da arquitetura desde o Renascimento até a Segunda Guerra Mundial, embora continue a informar muitos arquitetos até hoje.
O termo arquitetura clássica também se aplica a qualquer modo de arquitetura que evoluiu para um estado altamente refinado, como a arquitetura chinesa clássica ou a arquitetura maia clássica. Também pode se referir a qualquer arquitetura que empregue a filosofia estética clássica. O termo pode ser usado de forma diferente da "arquitetura tradicional" ou "vernacular", embora possa compartilhar axiomas subjacentes com ele.
Para edifícios contemporâneos que seguem princípios clássicos autênticos, o termo arquitetura neoclássica às vezes é usado.

## História

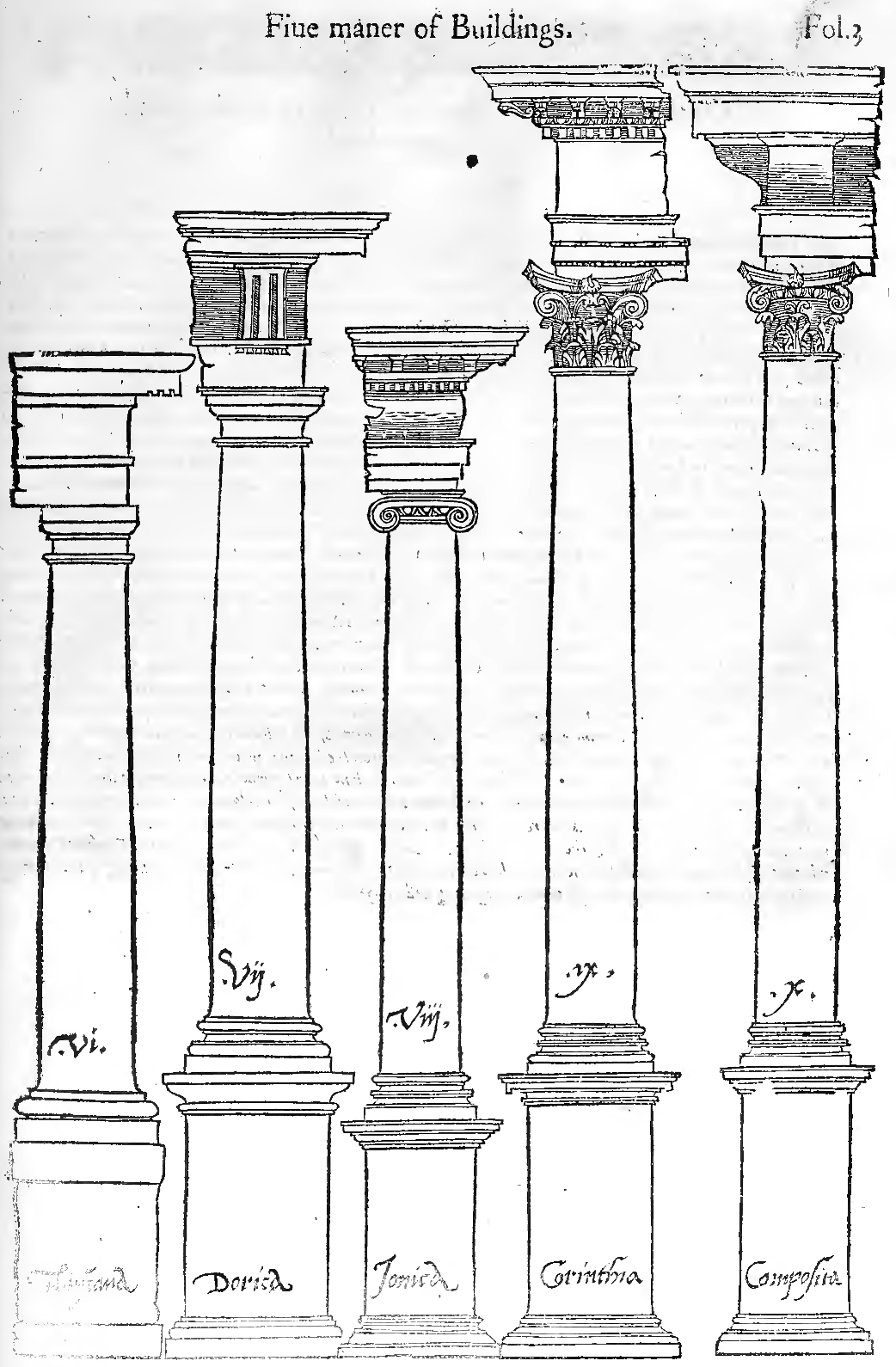
Sebastiano Serlio foi o primeiro a canonizar as cinco ordens clássicas (toscana, dórica, jônica, coríntia e compósita), em um excelente exemplo da teoria arquitetônica clássica

### Origens
A arquitetura clássica é derivada da arquitetura da Grécia Antiga e da Roma Antiga. Com o colapso da parte ocidental do Império Romano, suas tradições arquitetônicas deixaram de ser praticadas em grande parte da Europa Ocidental. No Império Bizantino, as antigas formas de construção sobreviveram, mas relativamente cedo se desenvolveram em um estilo bizantino distinto. Os primeiros esforços conscientes para trazer de volta a linguagem da forma da antiguidade clássica em desuso na arquitetura ocidental podem ser atribuídos ao Renascimento carolíngio do final dos séculos VIII e IX. A portaria da Abadia de Lorsch (c. 800), na atual Alemanha, exibe assim um sistema de colunas e arcos alternados que podem ser uma paráfrase quase direta de, por exemplo, a do Coliseu em Roma. A arquitetura bizantina, assim como a arquitetura românica e até certo ponto gótica (com a qual a arquitetura clássica é frequentemente colocada), também pode incorporar elementos e detalhes clássicos, mas não refletem no mesmo grau um esforço consciente para se basear nas tradições arquitetônicas da antiguidade; por exemplo, eles não observam a ideia de uma ordem sistemática de proporções para colunas. Em geral, portanto, não são considerados estilos arquitetônicos clássicos em sentido estrito.

### Petrificação
Na gramática da arquitetura, a palavra petrificação é frequentemente usada ao discutir o desenvolvimento de estruturas sagradas, como templos, principalmente com referência aos desenvolvimentos no mundo grego. Durante os períodos Arcaico e Clássico Inicial (por volta do século VI e início do século V a.C.), as formas arquitetónicas dos primeiros templos solidificaram-se e o Dórico emergiu como o elemento predominante. A teoria mais amplamente aceita nos estudos clássicos é que as primeiras estruturas dos templos eram de madeira e as grandes formas, ou elementos do estilo arquitetónico, foram codificadas e muito usadas na época em que o Arcaico emergiu e se estabeleceu. Foi durante esse período, em diferentes épocas e lugares no mundo grego, que o uso de pedra polida e trabalhada substituiu a madeira nesses primeiros templos, mas as formas e formatos dos antigos estilos de madeira foram mantidos de forma esqueuomórfica, como se as estruturas de madeira tivessem se transformado em pedra, daí a designação "petrificação"  ou ainda "carpintaria petrificada", termos usados para esse processo.

### Desenvolvimento
Durante o Renascimento italiano e com o desaparecimento do estilo gótico, grandes esforços foram feitos por arquitetos como Leon Battista Alberti, Sebastiano Serlio e Giacomo Barozzi da Vignola para reviver a linguagem da arquitetura da Roma antiga. Isso foi feito em parte através do estudo do antigo tratado arquitetônico romano De architectura by Vitruvius, and to some extent by studying the actual remains of ancient Roman buildings in Italy. No entanto, a arquitetura clássica do Renascimento representa desde o início uma interpretação altamente específica das ideias clássicas. Em um prédio como o Spedale degli Innocenti em Florença por Filippo Brunelleschi, um dos primeiros edifícios renascentistas (construído entre 1419 e 1445), o tratamento das colunas, por exemplo, não tem antecedente direto na arquitetura romana antiga. Durante este período de tempo, o estudo da arquitetura antiga desenvolveu-se na teoria arquitetônica da arquitetura clássica; um tanto simplificado, pode-se dizer que a arquitetura clássica em sua variedade de formas desde então tem sido interpretações e elaborações das regras arquitetônicas estabelecidas durante a antiguidade.

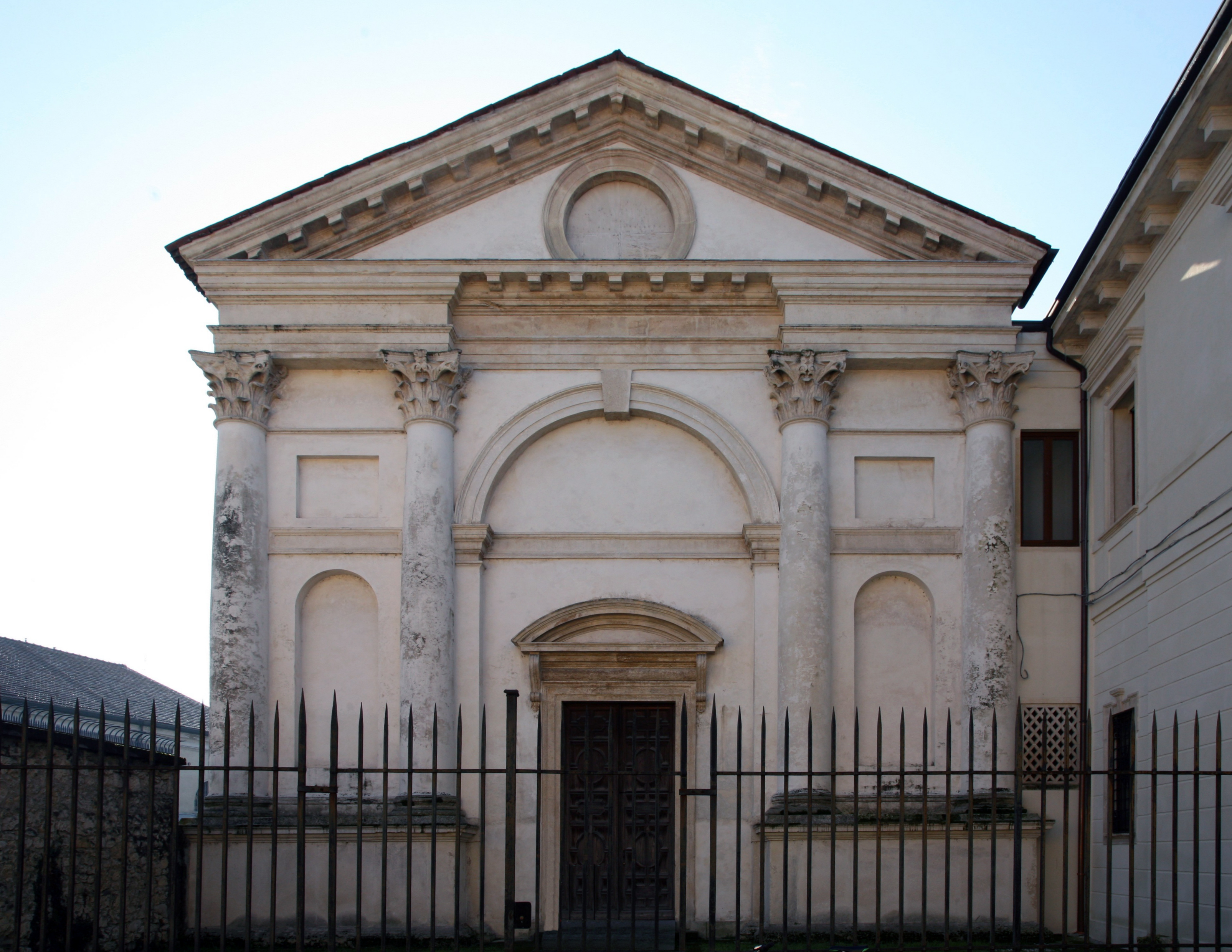
A fachada da igreja enfaticamente clássica de Santa Francesca Romana, Vicenza (1578-1590) foi projetada pelo influente arquiteto renascentista Andrea Palladio

A maioria dos estilos originários da Europa pós- renascentista pode ser descrita como arquitetura clássica. Este amplo uso do termo é empregado por Sir John Summerson em The Classical Language of Architecture. No entanto, os elementos da arquitetura clássica foram aplicados em contextos arquitetônicos radicalmente diferentes daqueles para os quais foram desenvolvidos. Por exemplo, a arquitetura barroca ou rococó são estilos que, embora de raiz clássica, exibem uma linguagem arquitetônica muito própria. Durante esses períodos, a teoria da arquitetura ainda se referia às ideias clássicas, mas com menos sinceridade do que durante o Renascimento.
A arquitetura palladiana desenvolvida a partir do estilo do arquiteto veneziano Andrea Palladio (1508-1580) teve uma grande influência muito depois de sua morte, sobretudo na Grã-Bretanha, onde foi adotada para muitos dos grandes edifícios da arquitetura georgiana dos séculos XVIII e início do século XIX.
Como reação às formas barrocas e rococós tardias, os teóricos da arquitetura de cerca de 1750 até o que ficou conhecido como neoclassicismo novamente tentaram conscientemente e seriamente emular a antiguidade, apoiados por desenvolvimentos recentes na arqueologia clássica e um desejo de uma arquitetura baseada em regras claras e racionalidade. Claude Perrault, Marc-Antoine Laugier e Carlo Lodoli estavam entre os primeiros teóricos do neoclassicismo, enquanto Étienne-Louis Boullée, Claude Nicolas Ledoux, Friedrich Gilly e John Soane estavam entre os mais radicais e influentes. A arquitetura neoclássica ocupou uma posição particularmente forte na cena arquitetônica c. 1750-1850. O estilo neogótico concorrente, no entanto, ganhou popularidade durante o início dos anos 1800, e a parte posterior do século XIX foi caracterizada por uma variedade de estilos, alguns deles apenas ligeiramente ou nada relacionados ao classicismo (como Art Nouveau), e Ecletismo. Embora a arquitetura clássica continuasse a desempenhar um papel importante e por períodos de tempo pelo menos localmente dominou a cena arquitetônica, como exemplificado pelo classicismo nórdico durante a década de 1920, a arquitetura clássica em sua forma mais estrita nunca recuperou seu antigo domínio. Com o advento do Modernismo durante o início do século XX, a arquitetura clássica, sem dúvida, deixou de ser praticada quase completamente.